# Samuel Blaser

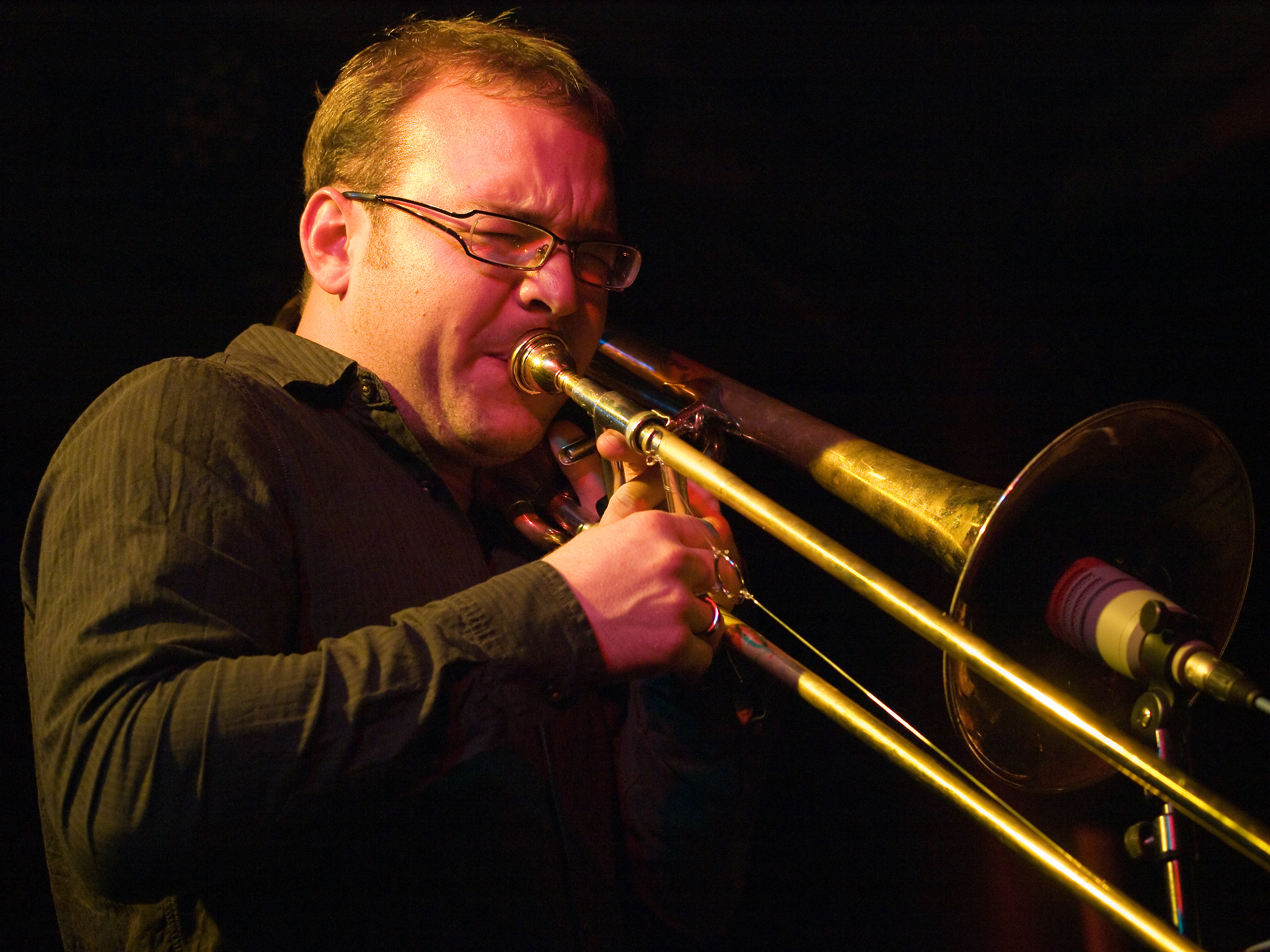
Samuel Blaser im Jazzclub Unterfahrt (2009)

Samuel Blaser (* 20. Juli 1981  in La Chaux-de-Fonds) ist ein Schweizer Posaunist und Arrangeur.

## Leben und Wirken
Blaser lebte mehrere Jahre in New York, bevor er sich in Berlin niederließ. Zunehmend wirkt er in eigenen Projekten, unter anderem in Consort in Motion, einer Mischung aus Jazzimprovisation, Renaissance- und Barockmusik, im Trio mit dem Bassisten Thomas Morgan und dem Schlagzeuger Paul Motian. Nach seinem Debütalbum 7th Heaven (2008) bei HatHut Records folgten weitere Alben, wie Boundless (2011) und At the Sea (2012), an denen Marc Ducret, Bänz Oester und Gerald Cleaver mitwirkten. Ferner arbeitete er mit Pierre Favre (Vol à voile, Intakt Records), mit François Houle (Genera, 2012) und im Consort in Motion Quintet mit Drew Gress, Joachim Badenhorst, Russ Lossing und Gerry Hemingway. Im Bereich des Jazz wirkte Blaser zwischen 2000 und 2012 bei 19 Aufnahmesessions mit. Zu hören ist er u. a. auch auf Alban Darches Bigband-Album Le Gros Cube #2 (2021) und auf In Memoriam des François Houle Genera Sextet (2023).

## Diskographische Hinweise
- Aeby, Blaser, Pouradier Duteil, Torchinsky, Rêves (yvp music, 2005)
- 7th Heaven (2008), mit Scott DuBois, Thomas Morgan, Gerald Cleaver
- YAY (Fresh Sound Records, 2009), mit Malcolm Braff
- Solo Bone (Slam, 2009, solo)
- Pieces of Old Sky (Clean Feed Records, 2009), mit Thomas Morgan, Todd Neufeld
- Boundless (HatHut, 2011), mit Marc Ducret, Bänz Oester, Gerald Cleaver
- Samuel Blaser & Paul Motian Consort in Motion (Kind of Blue, 2011), mit Russ Lossing, Thomas Morgan
- One from None (Fresh Sound, 2012), mit Michael Bates, Michael Blake, Russ Lossing, Jeff Davis
- Samuel Blaser, Benoît Delbecq, Gerry Hemingway Fourth Landscape (Nuscope 2014)
- Spring Rain (Whirlwind 2015), mit Russ Lossing, Drew Gress, Gerald Cleaver
- Taktlos Zürich 2017 (hatOLOGY, 2018), mit Marc Ducret, Peter Bruun
- Samuel Blaser & Marc Ducret: Audio Rebel (2020)
- Ensemble SONGS: Folk Songs (2022), mit Sarah Maria Sun, Oscar Strasnoy
- Routes (enja Yellowbird, 2023)
- Michael Bates / Samuel Blaser Quintet: Book Nine (2024), mit Michael Blake, Russ Lossing, Jeff Davis[5]